# Casa Adunării „Mansudae”
Casa Adunării „Mansudae” este o clădire administrativă importantă din Coreea de Nord, aici fiind sediul Adunării Populare Supreme a Coreei de Nord.